# Tufão Maria (2018)
O tufão Maria, conhecido nas Filipinas como tufão Gardo, foi um poderoso ciclone tropical que afetou Guam, as ilhas Ryukyu, Taiwan e o leste da China no início de julho de 2018. Tornando-se a oitava tempestade tropical nomeada da temporada de tufões do Pacífico de 2018 e passando pelas Ilhas Marianas em 4 de julho, Maria se fortaleceu no quarto tufão da temporada e passou por uma rápida intensificação no dia seguinte em meio a condições ambientais favoráveis. O tufão atingiu seu primeiro pico de intensidade em 6 de julho; posteriormente, Maria enfraqueceu devido a um ciclo de substituição da parede do olho, mas se reintensificou e atingiu um segundo pico de intensidade mais forte em 9 de julho com ventos sustentados de 10 minutos de 195 km/h (121 mph) e uma pressão mínima de 915 hPa (mbar ; 27,02 inHg). Nos três dias seguintes, começou a enfraquecer gradualmente devido a outro ciclo de substituição da parede do olho e à diminuição das temperaturas da superfície do mar. Depois de cruzar as Ilhas Yaeyama e passar ao norte de Taiwan em 10 de julho, Maria finalmente atingiu a costa de Fuquiém, China, no início de 11 de julho, antes de se dissipar no dia seguinte.
No início de sua existência, Maria trouxe ventos de tempestade tropical para Guam, danificando aeronaves na Base Aérea Anderson e desligando a energia em toda a ilha. Os danos em Guam foram avaliados em US$ 150.000. Em 10 de julho, Maria trouxe ventos fortes para a Prefeitura de Okinawa, causando danos significativos às plantações. Perdas na prefeitura chegaram a JP¥ 853,7 milhões (US$ 7.730 milhão). Simultaneamente, Maria produziu fortes chuvas e ventos fortes em Taiwan, matando um e ferindo oito. A energia de quase 60.000 residências foi cortada e os danos agrícolas foram de cerca de NT$ 1,3 milhões (US$ 43,000). Do desembarque à dissipação, Maria impactou as províncias chinesas de Fujian, Chequião, Jiangxi e Hunão com chuvas torrenciais e rajadas de vento. Pelo menos 510.000 pessoas nas regiões costeiras foram evacuadas e uma pessoa foi morta em Jiangxi. Cerca de 9.300 casas e mais de 37,000 hectares (91,000 acres) de terras agrícolas foram danificados. Escolas e locais de trabalho foram fechados em partes de Fujian e mais de 200 voos foram cancelados. Os serviços de trem e balsa também foram interrompidos. Os cortes de energia foram generalizados em Fujian, onde mais de 320.000 clientes ficaram sem energia. As perdas econômicas em toda a China foram de cerca de CN¥ 4,16 bilhões (US$ 629 milhão).

## história meteorológica
Em 3 de julho, a Agência Meteorológica do Japão (JMA) declarou que uma depressão tropical havia se formado às 00:00 UTC cerca de 500 km (310 mi) sudeste de Guam. O amplo sistema seguiu para noroeste em torno de uma região de alta pressão atmosférica ao norte quando começou a se consolidar, com o Joint Typhoon Warning Center (JTWC), com sede nos Estados Unidos, determinando que o sistema havia se tornado uma depressão tropical às 12:00 UTC. Em meio a condições ambientais bastante favoráveis, abrangendo altas temperaturas da superfície do mar de 30–31 °C (86–88 °F), cisalhamento do vento baixo a moderado e padrões de vento na troposfera superior auxiliando no desenvolvimento da atividade de tempestade, o sistema se intensificou modestamente, com o JTWC avaliando que se tornou uma tempestade tropical às 00:00 UTC em 4 de julho. Doze horas depois, o JMA afirmou que a depressão havia se tornado uma tempestade tropical e batizou o sistema de Maria. Em 5 de julho, Maria começou a se intensificar rapidamente à medida que desenvolveu uma característica ocular. A apresentação do ciclone por satélite melhorou drasticamente nos próximos 24 horas, com o olho se contraindo até um diâmetro de 20 km (12 mi). O JTWC avaliou que Maria se tornou um super tufão às 00:00 UTC em 6 de julho, possuindo ventos máximos sustentados de 250 km/h. Imediatamente depois, Maria começou a passar por um ciclo de substituição da parede do olho, com imagens de satélite de microondas revelando que uma nova parede do olho havia se desenvolvido e circundado a parede original. A JMA, no entanto, avaliou que Maria continuou a se fortalecer para atingir um pico de intensidade inicial às 12h. UTC com ventos de 195 km/h (121 mph) e uma pressão central de 925 hPa (mbar ; 27,32 inHg).

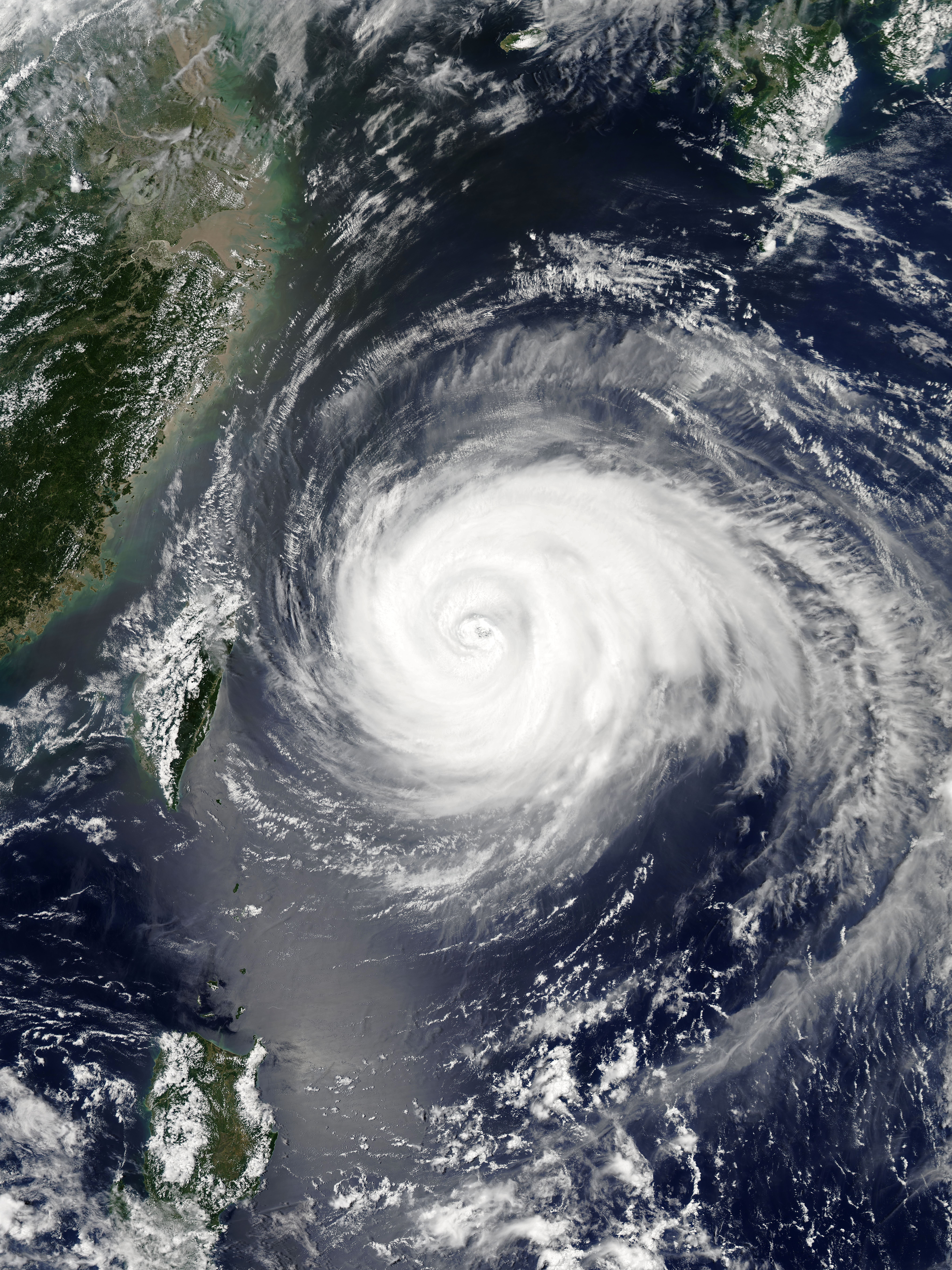
Tufão Maria se aproximando do leste da China em 10 de julho

Algum enfraquecimento ocorreu em 7 de julho enquanto Maria passava pelo ciclo de substituição da parede do olho, com o JTWC avaliando que Maria havia caído abaixo da força do super tufão. Uma área de alta pressão em desenvolvimento a noroeste de Maria fez com que o movimento para frente do sistema diminuísse enquanto a parede interna do olho se dissipava e a externa começava a se contrair. No entanto, Maria não se fortaleceu imediatamente, pois os padrões de vento de nível superior tornaram-se temporariamente desfavoráveis. A reintensificação mais substancial ocorreu em 8 de julho quando Maria começou a acelerar para noroeste mais uma vez e o sistema recuperou a força do supertufão às 00:00 UTC. O JTWC julgou que Maria atingiu seu pico de intensidade às 12h. UTC em 8 de julho com ventos de 270 km/h (170 mph), equivalente à categoria 5 status na escala Saffir-Simpson. Exibindo um olho bem definido de 37 km (23 mi) largura, o sistema manteve uma impressionante apresentação de satélite em 9 de julho, quando o JMA estimou que Maria atingiu o pico de intensidade com ventos de 195 km/h (121 mph) e uma pressão mínima de 915 mbar (27.0 inHg).
No final de 9 de julho, Maria desenvolveu paredes oculares concêntricas mais uma vez, indicando que outro ciclo de substituição da parede ocular estava em andamento. Combinado com a diminuição do conteúdo de calor oceânico superior ao longo do caminho do ciclone, Maria começou a enfraquecer de forma constante à medida que virava para oeste-noroeste. Às 21:00 UTC em 9 de julho, Maria entrou na Área de Responsabilidade das Filipinas e recebeu o nome local de Gardo. Como o sistema passou ao norte de Taiwan em 10 de julho, os efeitos de atrito com as montanhas da ilha, bem como o aumento do cisalhamento do vento do norte enfraqueceram ainda mais o ciclone. Às 01:10 UTC em 11 de julho, Maria atingiu a Península de Huangqi do Condado de Lianjiang, Fucheu em Fuquiém, China. Na época, o sistema possuía ventos sustentados de 10 minutos de 155 km/h (96 mph) e ventos sustentados de 1 minuto de 175 km/h. O rápido enfraquecimento ocorreu quando Maria se mudou para o interior, com a tempestade degradando para uma depressão tropical por volta das 18:00. UTC. O sistema remanescente continuou no interior e se dissipou sobre Hubei antes das 00:00 UTC em 13 de julho.

## Preparativos e impacto

### Guam
Maria danificou várias aeronaves KC-135 na Base Aérea Andersen ao passar perto de Guam como uma tempestade tropical em 5 de julho. A base aérea registrou uma rajada de vento excepcionalmente forte de 154 quilômetros por hora (96 mph) associado à passagem de um vórtice convectivo de mesoescala e uma torre quente incorporada - características que geralmente suportam a rápida intensificação de ciclones tropicais. Vários voos de e para a ilha foram cancelados. Uma queda de energia em toda a ilha ocorreu em 5 de julho depois que rajadas de vento derrubaram as linhas de energia e o radar meteorológico local foi desativado. Os danos na ilha foram estimados em US$ 150.000.

### Ilhas Ryukyu
Como um tufão enfraquecido, Maria atingiu Miyako-jima, na província de Okinawa, em 10 de julho. Naquele dia, as escolas em Miyakojima foram fechadas, enquanto os voos de e para o Aeroporto de Miyako e o Novo Aeroporto de Ishigaki foram cancelados. Os serviços de balsa conectando Miyakojima e a Ilha Ishigaki com as ilhas vizinhas foram suspensos por dez dias. A safra de cana -de-açúcar sofreu graves danos causados pelo vento, com alguns campos em Miyakojima relatando que até 70% de suas plantações foram danificadas. O dano total na província de Okinawa foi de cerca de JP¥853,7 milhões (US$ 7.730 milhões), dos quais nove décimos vieram da safra de cana-de-açúcar. Outras culturas afetadas incluem abacaxi, manga, painço e quiabo. Os danos à infraestrutura foram limitados, chegando a JP¥6,75 milhões (US$ 61,100) em Kumejima.

### Taiwan
Quando Maria passou ao norte de Taiwan, fortes chuvas e rajadas de vento atingiram a ilha. Locais de trabalho e escolas foram fechados em 10 de julho e retomou as operações em 11 de julho. Os serviços ao longo do Taiwan High Speed Rail foram interrompidos pelas condições climáticas adversas. O Departamento Florestal fechou 14 áreas recreativas da floresta nacional a partir de 10 de julho a 12. Um homem na cidade de Nova Taipé sofreu ferimentos fatais na cabeça depois de perder o equilíbrio ao inspecionar sua casa. Sete homens e uma mulher ficaram feridos no norte de Taiwan pela queda de galhos. Ventos fortes causaram queda de energia em 59.485 residências, mas a situação foi resolvida em 11 de julho. Danos agrícolas em Taiwan foram avaliados em NT$ 1,3 milhões (US$ 43,000). O tufão também erodiu parte da ilhota Huaping, fazendo com que sua forma agora se assemelhasse a um camelo de duas corcovas em vez de um camelo de uma corcunda.

### Leste da china

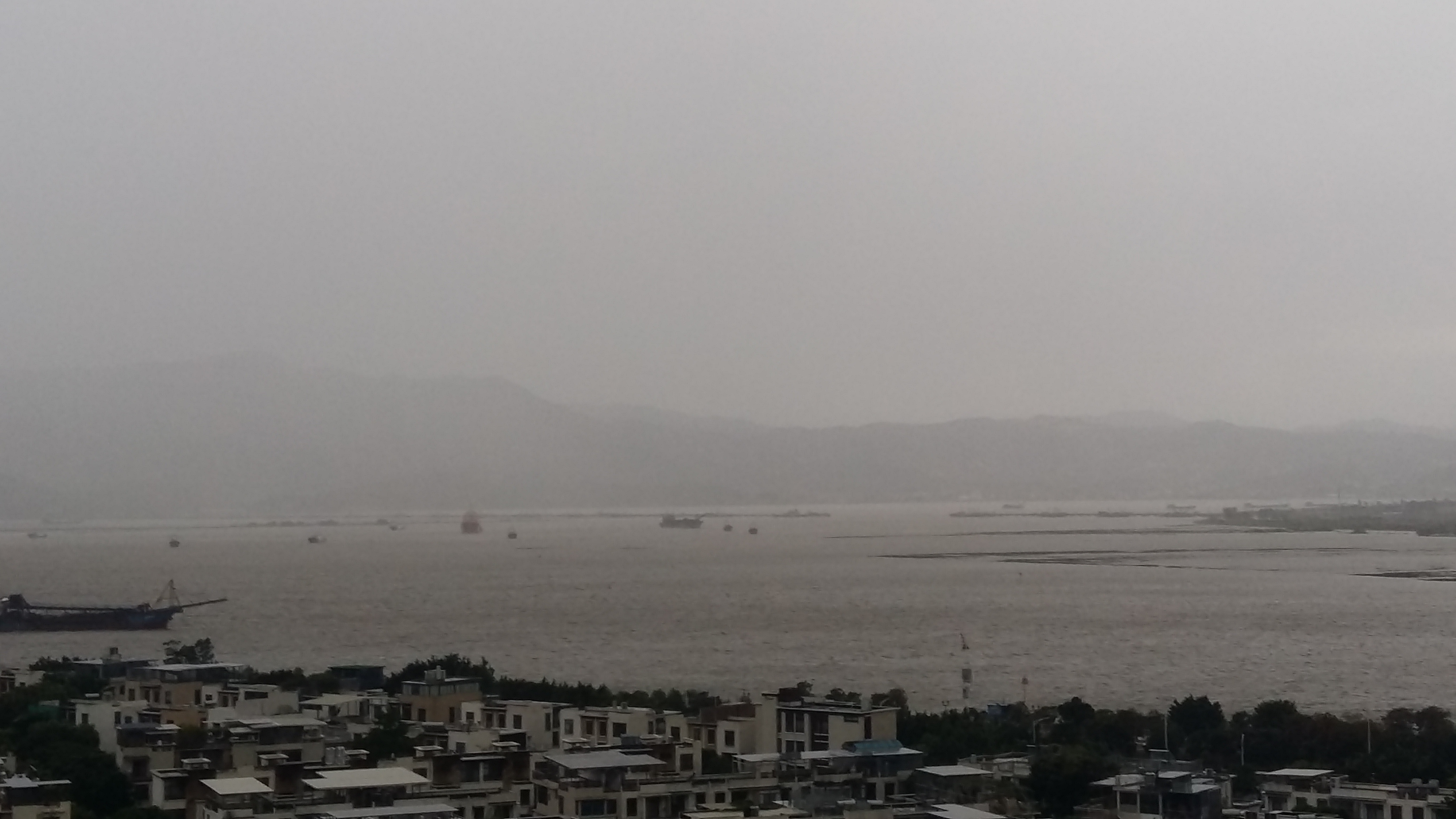
Tempo tempestuoso sobre o rio Min em Fuzhou em 11 de julho

Antes do tufão Maria, as autoridades iniciaram evacuações nas partes costeiras das províncias de Fuquiém e Chequião. Até 11 de julho, pelo menos 226.600 pessoas foram evacuadas em Fujian, enquanto em Chequião, cerca de 390.000 pessoas foram transferidas para um local seguro, incluindo 270.000 pessoas de Wenzhou. Em ambas as províncias, os barcos de pesca receberam ordem de retornar ao porto; o porto de Xiamen recebeu 851 navios, enquanto 25.000 barcos buscaram abrigo em Zhejiang. As fazendas de peixes offshore em Fuquiém foram fechadas e mais de 27.600 trabalhadores retornaram à costa. Os serviços de balsa entre Xiamen e Quemói foram suspensos. Pelo menos 200 serviços de trem dentro e fora de Fujian foram interrompidos, enquanto 206 voos de e para Zhejiang foram cancelados. Em Fujian, 7.865 escolas foram fechadas e as obras em 4.439 canteiros de obras foram interrompidas. Em Fucheu, capital da província de Fujian, todas as escolas e fábricas foram fechadas em 11 de julho. Na província de Jiangxi, as autoridades evacuaram mais de 1.100 pessoas, fecharam 21 atrações turísticas e suspenderam os serviços de transporte de passageiros para Fujian e Zhejiang.

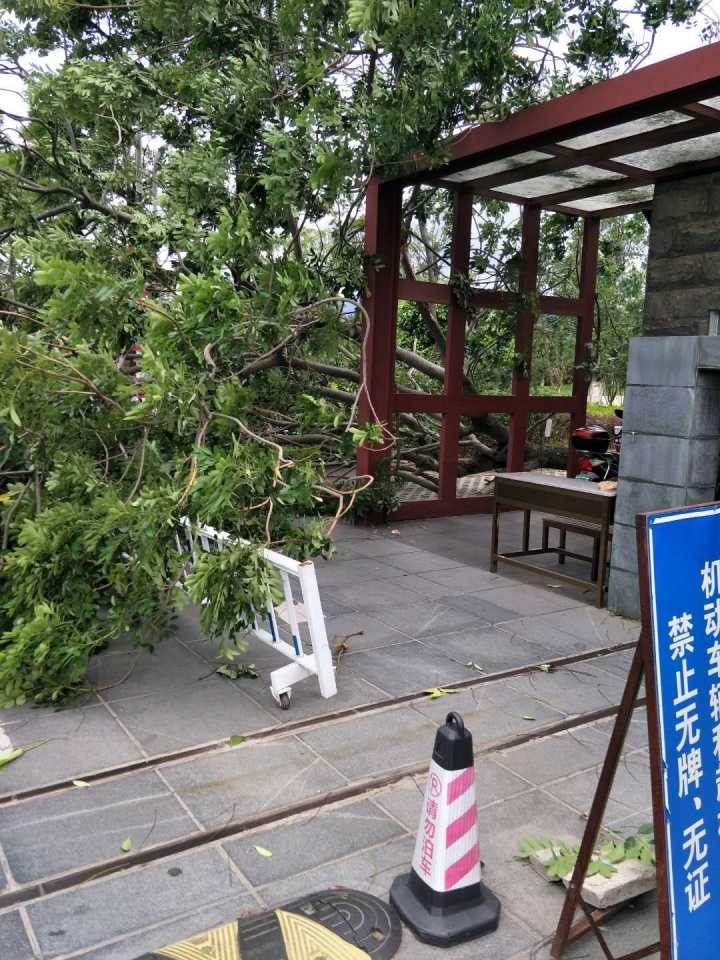
Árvores caídas na Universidade de Fuzhou

Após o desembarque no condado de Lianjiã em 11 de julho, o tufão Maria se tornou o tufão de julho mais forte a atingir a costa de Fujian. Maria trouxe fortes chuvas e rajadas de vento para Fujian, Zhejiang, Jiangxi e Hunão, afetando 1.424 milhões de pessoas e causando perdas econômicas diretas de CN¥4,16 bilhões (US$ 629 milhão). Um pico de precipitação total de 313 mm (12,3 in) foi registrado em Lishui, Zhejiang, enquanto uma rajada de pico de 59.3 m/s (213 km/h; 133 mph) foi observado em Sansha no condado de Xiapu, Fujian. A maré de tempestade de Maria combinou com a maré alta astronômica para criar marés que excedem os níveis de alerta em até 0,93 m (3,1 pés). Um medidor de maré em Shacheng em Fuding, Fujian observou uma maré alta recorde de 4,4 m (14,4 pés) acima do nível médio do mar. Em Fujian e Zhejiang, cerca de 37,300 hectares (92,000 acres) de terras agrícolas sofreram danos, dos quais 2,500 hectares (6,200 acres) foram completamente destruídos. Cerca de 800 pessoas em Zhejiang foram resgatadas pelos serviços de emergência e 200 casas foram danificadas em graus variados. Em Fujian, 8.800 casas foram danificadas e outras 300 foram destruídas. Quedas de energia generalizadas ocorreram em Fujian: mais de 86.000 clientes no condado de Lianjiang e outros 240.000 clientes em Fuzhou perderam energia. Inundações até os joelhos ocorreram em algumas áreas residenciais em Fuzhou, onde a polícia destacou 1.623 pessoas para ajudar nos esforços de controle de inundações. A infra-estrutura de água de Fujian sofreu CN¥76 milhões (US$ 11 milhões) em danos. As comunicações em Fujian foram severamente interrompidas, com 2.901 estações base desligadas e 315 km (196 mi) de cabos de rede danificados de acordo com o Ministério da Indústria e Tecnologia da Informação. As autoridades mobilizaram 11.000 funcionários em toda a província para realizar reparos. Em Ningde, as perdas econômicas diretas atingiram CN¥959 milhões (US$ 145 milhão). Pelo menos 40 casas na cidade desabaram e 184 empresas foram fechadas. Cerca de 2.000 árvores em Ningde foram danificadas por fortes ventos. Em Ji'an, Jiangxi, o tufão afetou mais de 24.200 pessoas, danificou 1,703 hectares (4,210 acres) de terras agrícolas e causou CN¥13,61 milhões (US$ 2.060 milhões) em perdas. Uma pessoa no condado de Ji'an foi morta por uma árvore que foi derrubada pelos ventos do tufão.